# Abatia glabra
Abatia glabra är en videväxtart som beskrevs av H.O. Sleum.. Abatia glabra ingår i släktet Abatia och familjen videväxter. Inga underarter finns listade i Catalogue of Life.